# 帝莫西·基圖姆
帝莫西·基圖姆（英語：Timothy Kitum，1994年11月20日—）肯尼亚男子田径运动员，擅长于800米。在2012年夏季奥林匹克运动会，他获得男子800米铜牌。除此之外，他也曾获得2012年世界青年田径锦标赛男子800米银牌。

## 運動生涯

### 青年時期
基圖姆的國際田徑生涯始於2011年。在2011年國際田聯世界青年錦標賽800公尺項目中，他以1分44秒98的個人最佳成績獲得銀牌。同年，他在大英國協青年運動會800公尺項目中奪得金牌，並創下1分49秒32的賽會紀錄。

### 2012年倫敦奧運會
基圖姆最重要的成就是在2012年倫敦奧運會男子800公尺決賽中獲得銅牌。年僅18歲的他在決賽中跑出1分42秒53的成績，這個成績不僅為他贏得奧運銅牌，更創下肯亞U-20國家紀錄，該紀錄至今仍然保持
。這個成績同時也是當時的世界17歲年齡組最佳成績。在這場比賽中，波札那選手尼耶爾·阿莫斯獲得銀牌，這是波札那史上首面奧運獎牌。